# 364
364 foi um ano bissexto do século IV que teve início a uma quinta-feira e terminou a uma sexta-feira, segundo o Calendário Juliano. As suas letras dominicais foram D e C.
| Ano completo                           |
| -------------------------------------- |
| Ano bissexto com início à quinta-feira |